# Sven Espling

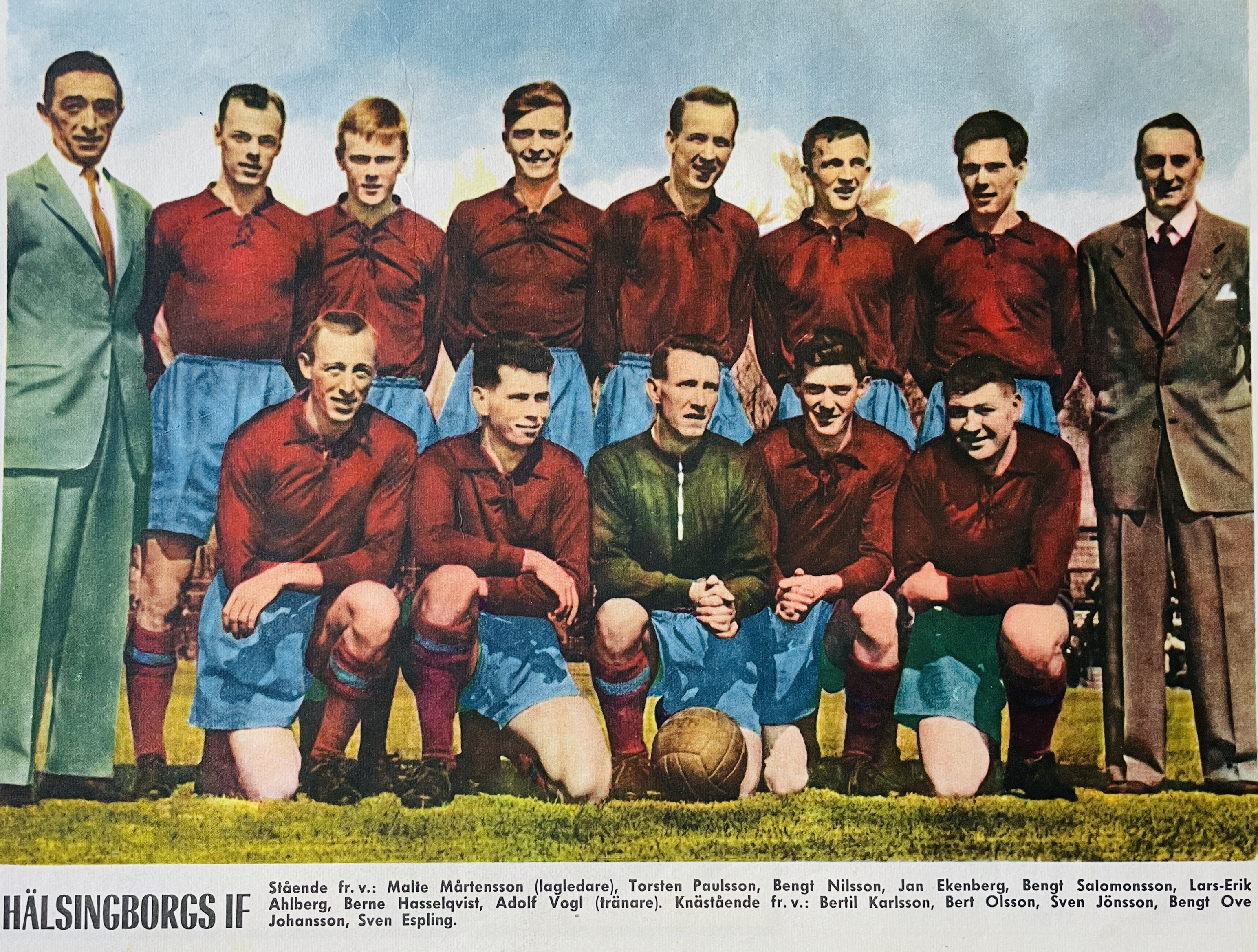
HIF:s lag från 1960 med spelare som Bengt Salomonsson, Lars-Erik Ahlberg och Sven Espling – i främre raden längst till höger.

Sven Torsten "Butti" Espling, född 29 mars 1929 i Helsingborg, död 27 oktober 2007, var en svensk fotbollsspelare i Helsingborgs IF. 

## Biografi
Espling var son till Gunnar "Bussi" Espling, som spelade som back i Helsingborgs IF på 1910-talet och i början av 1920-talet. Han kom således att spela för HIF redan som mycket ung och stannade i klubben genom hela sin karriär. Sin allsvenska debut gjorde han som 20-åring 1949. Han spelade 230 matcher för HIF i allsvenskan under åren 1949–1963 och tog sju medaljer med klubben, dock inget guld. Totalt blev det 469 matcher för klubben. 
Han spelade som yttermittfältare, då kallat ytterhalv(back), i en av lagets mer legendariska halvbackslinjer tillsammans med Sven-Ove Svensson och Gerhard Andersson. Han var dock ingen större tekniker, utan en mer arbetande och viljestark spelare. Han var nära att tas ut till truppen inför VM i Sverige 1958. Han var uttagen i den preliminära truppen, men när denna skars ner till tillåtna 22 man plockades han bort. Espling kombinerade fotbollsspelandet med ett vanligt arbete på Asea, där han stannade i 38 år.